# Hochsimmerturm
Der Hochsimmerturm ist ein 18 m hoher Aussichtsturm auf dem Eifel-Berg Hochsimmer, der sich bei Ettringen im Landkreis Mayen-Koblenz, Rheinland-Pfalz (Deutschland) erhebt.

## Turmbeschreibung
Der Hochsimmerturm steht auf der Ostkuppe (583,3 m ü. NHN) des Hochsimmers, der im Rahmen des Westkuppengipfels 587,9 m hoch ist. Er wurde in den Jahren 1909 bis 1911 vom Eifelverein Mayen erbaut und steht auf der Gemarkung der Ortsgemeinde St. Johann, die zusammen mit Ettringen den Baugrund kostenlos zur Verfügung gestellt hatte. In den folgenden Jahren entwickelte sich das aus Basaltstein errichtete Bauwerk zu einem beliebten Aussichtspunkt. Nach dem Erdbeben vom 13. April 1992 musste der Turm wegen Baufälligkeit für den Besucherverkehr gesperrt werden. Da weder der Eifelverein noch die Gemeinde St. Johann die notwendigen Mittel zur Rettung des Turms aufbringen konnten, wurde dieser in das Eigentum der Gemeinde Ettringen übertragen. In den Folgejahren wurde der Turm grundlegend saniert, was durch die Gemeinde Ettringen, das Land Rheinland-Pfalz und örtliche Industriebetriebe finanziert wurde. Hierbei wurden die Wände des Turms, der sich nach oben hin leicht verjüngt, mit Stahlbolzen und Steinplatten fixiert. Heute steht der Hochsimmerturm unter Denkmalschutz und ist in die Liste der Kulturdenkmäler von Ettringen eingetragen.
Der Turmeingang befindet sich in der Südostwand und wird über eine Freitreppe mit fünf Stufen erreicht. Im Innern führt eine Steintreppe mit 79 Stufen über zwei Zwischenpodeste zur Aussichtsplattform, die auf knapp 17 m Höhe liegt. Auf der Plattform befindet sich mittig zur Verbesserung des Blickwinkels ein kleines Metallpodest. Am Turm und auf der Plattform sind einige Antennen angebracht.
Etwa 30 m nordwestlich des Aussichtsturms steht ein Sendeturm, etwa 25 m südlich ein Sendemast.

## Aussichtspunkt
Von der Aussichtsplattform des Hochsimmerturms fällt der Blick unter anderem auf den nordöstlichen Nachbarberg Hochstein, auf Ettringen und St. Johann sowie in Richtung Mayen und zum Maifeld. Bei guten Sichtbedingungen ist der Kölner Dom zu erkennen.